# يوتاكا أكيتا
يوتاكا أكيتا مواليد 6 أغسطس 1970 في ناغويا، آيتشي، اليابان، هو لاعب كرة قدم ياباني دولي سابق كان يلعب كمدافع. سبق له أن لعب في كأس العالم لكرة القدم مع منتخب بلاده.

## المسيرة الاحترافية

### أندية لعب لها
- كاشيما أنتلرز
- ناغويا غرامبوس
- نادي كيوتو سانغا لكرة القدم

## روابط خارجية
- يوتاكا أكيتا على موقع الاتحاد الدولي (مؤرشف)  (الإنجليزية)
- يوتاكا أكيتا على موقع رابطة كرة القدم اليابانية للمحترفين (اليابانية)
- يوتاكا أكيتا على موقع قاعدة بيانات كرة القدم.إي يو (الإنجليزية)
- يوتاكا أكيتا على موقع ناشيونال فوتبول تيمز (الإنجليزية)
- يوتاكا أكيتا على موقع Soccerway.com (الإنجليزية)
- يوتاكا أكيتا على موقع عالم كرة القدم.نت (الإنجليزية)